# The Mummy's Tomb
Mormântul mumiei (titlu original: The Mummy's Tomb) este un film american din 1942 regizat de Harold Young. Rolurile principale au fost interpretate de actorii Lon Chaney Jr. în rolul mumiei Kharis, Dick Foran și John Hubbard. 
Are loc la 30 de ani după evenimentele din The Mummy's Hand.

## Distribuție
- Lon Chaney, Jr. - Kharis
- Dick Foran - Prof. Stephen A. Banning
- John Hubbard - Dr. John Banning
- Elyse Knox - Isobel Evans
- Wallace Ford - Babe Hanson
- Turhan Bey - Mehemet Bey
- George Zucco - Andoheb
- Mary Gordon - Jane Banning
- Cliff Clark - Șerif
- Virginia Brissac - Ella Evans
- Paul E. Burns - Jim
- Frank Reicher - Prof. Matthew Norman
- Emmett Vogan - Coroner
- Harry Cording - Vic
- Frank Darien - Bătrân
- Glenn Strange - Fermier